# خطاف الذباب الأبقع
خاطف الذباب الأبقع أو صياد الذبا (الاسم العلمي: Ficedula  hypoleuca) (بالإنجليزية: European  Pied  Flycatcher)‏ هو طائر ينتمي إلى (فصيلة: Muscicapidae).